# Syncharina linea
Syncharina linea är en insektsart som beskrevs av Taschenberg 1884. Syncharina linea ingår i släktet Syncharina och familjen dvärgstritar. Inga underarter finns listade i Catalogue of Life.